# 王月辰
王月辰（？—？），字潛甫，號起吾，原名陳震，后復姓，易今名，山西太原府壽陽縣人，民籍，明朝政治人物。

## 生平
萬曆七年（1579年）己卯科山西鄉試第四名，萬曆十一年（1583年）癸未科會試第三百十三名，登三甲第六十八名進士。兵部觀政，本年授山東諸城知縣，十四年調簡，補河南襄城縣，十七年升南大理寺右评事，丁憂。二十二年補原职，二十三年升南户部主事，本年升郎中，二十六年升陕西佥事，本年調河南，三十二年考察。

## 家族
曾祖陳泰；祖父陳滕，曾任王府引禮官；父陳元孝，曾任王府奉祀正。母於氏。
子王嘉言，萬曆己未進士，歷官保庆知府。